# 醬油拉麵

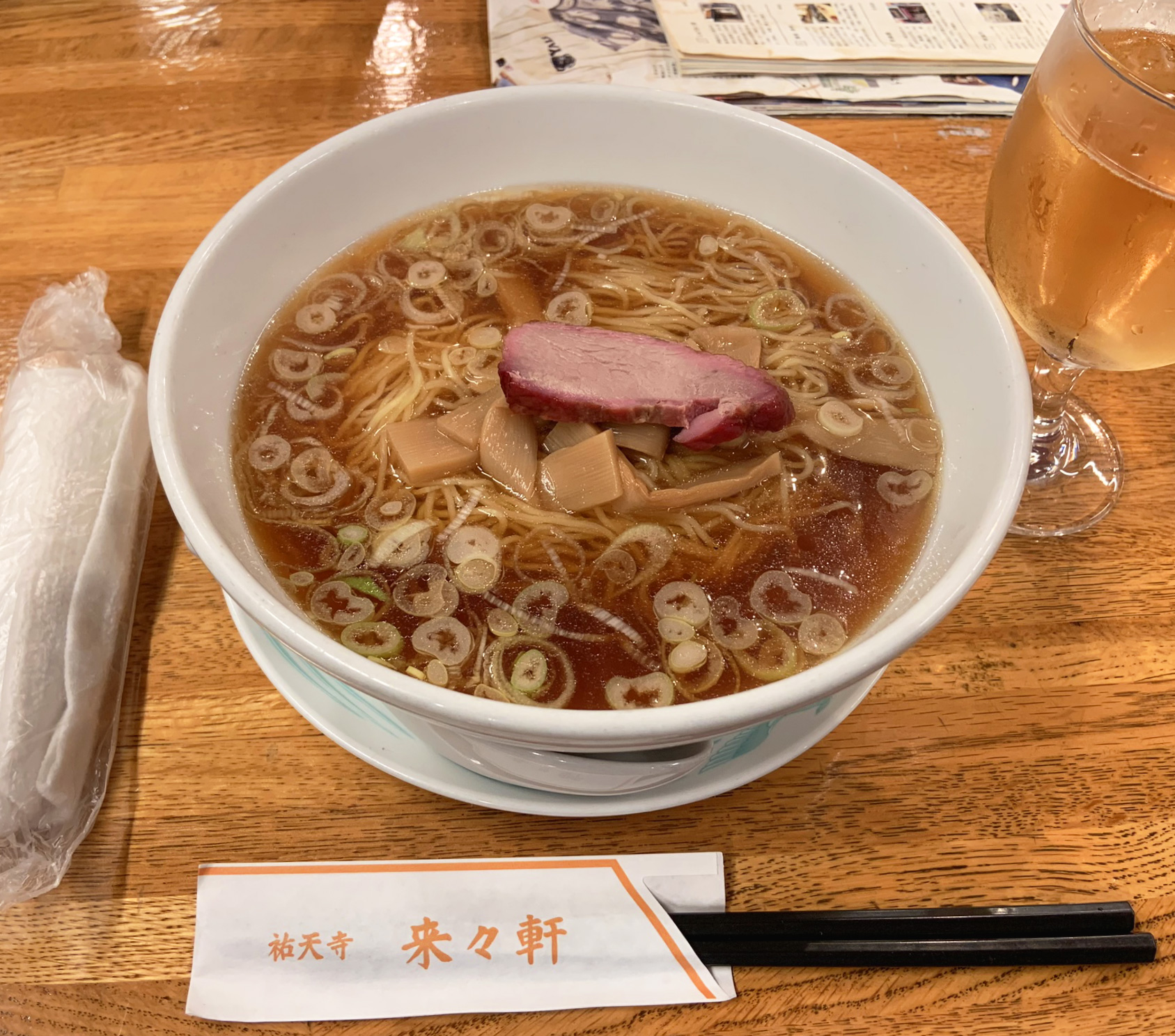
攝於2019年，一碗位於日本淺草的來來軒的東京風味醬油拉麵。

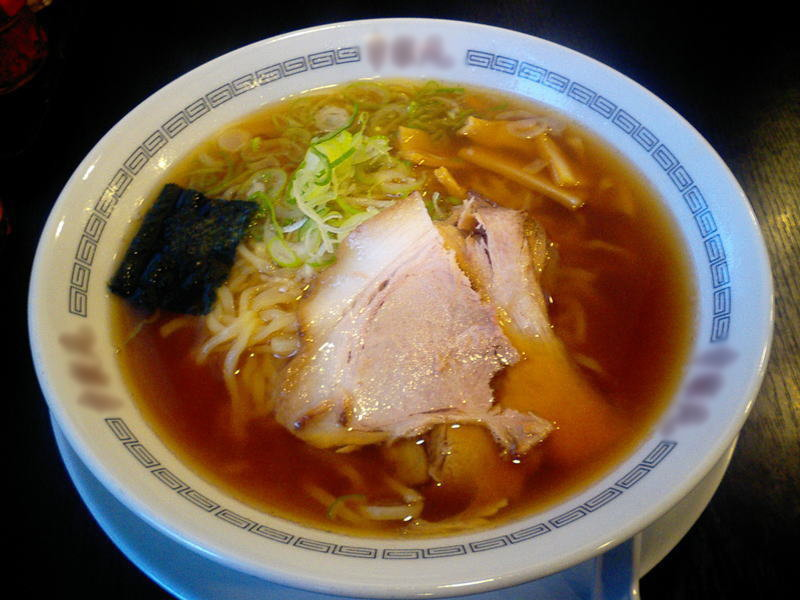
一碗酱油拉麵。

醬油拉麵（日语：醤油ラーメン）是一種以醬油作為主調味料的拉麵口味。
1910年（日本明治43年）第一次在位於日本淺草的來來軒以東京拉麵形式出現，也是之後日本拉麵的原型。
在日本眾多拉麵之中，鹽味和醬油拉麵都是歷史最悠久的口味。日常中如果只提到「拉麵」，通常就是指醬油口味的拉麵。

## 烹煮方式

### 拉麵店烹煮方式
將湯汁、雞骨與其他數種材料一起熬煮好幾個小時，不過也有使用豬骨或牛骨作為湯底不同做法的拉麵店，然後使用味道濃厚的醬油來調製湯。
許多店也會將蔥、洋蔥、蒜、胡蘿蔔等其他材料加入湯內一起熬煮。

### 配料
- 筍乾
- 日式叉燒
- 海苔
- 滷蛋

## 外部連結
- 新横浜ラーメン博物館